# Roberto Firmino Barbosa de Oliveira
Roberto Firmino Barbosa de Oliveira (Maceió, 2 d'octubre de 1991) és un futbolista brasiler que juga de migcampista ofensiu i davanter a l'Al-Ahli i a la selecció brasilera.

## Trajectòria

### Inicis
Format a les categories inferiors del Clube de Regatas Brasil, club de Maceió, ciutat natal de Firmino, va ser traspassat a l'equip juvenil del Figueirense. Va debutar professionalment amb el mateix club el 25 d'octubre de 2009 en un partit de la Série B. Va signar la seva incorporació definitiva al primer equip el gener de 2010 i va contribuir a fer que l'equip aconseguís aquell mateix any l'ascens a la Série A. Firmino va fitxar pel Hoffenheim durant el mercat d'hivern de fitxatges de la temporada 2010-2011, equip on hi va jugar 4 anys seguits marcant 49 gols en 153 partits de lliga i copa.

### Liverpool FC
El juny de 2015 s'anuncià el seu fitxatge per 5 temporades pel club de futbol anglès Liverpool FC mentre el jugador estava concentrat amb la selecció brasilera per disputar la Copa Amèrica de 2015. L'operació va tenir un cost total aproximat de 40 milions d'euros.

### Al Ahli
El 4 de juliol de 2023, Firmino es va unir al club de la Saudi Professional League Al Ahli, signant un contracte fins al 2026. L'11 d'agost de 2023, Firmino va marcar un hat-trick contra l'Al-Hazem en el seu primer partit oficial amb l'Al-Ahli.

## Internacional
El maig de 2015 el seleccionador brasiler Dunga el va incloure a la llista final de 23 jugadors que van representar el Brasil a la Copa Amèrica de futbol de 2015.
El maig de 2018, va ser inclòs en la llista de 23 jugadors del Brasil per disputar la Copa del Món de Futbol de 2018 a Rússia. El 2 de juliol, Firmino va marcar el segon gol del Brasil en una victòria per 2-0 contra Mèxic als vuitens de final després d'entrar com a suplent en els últims minuts.
El maig de 2019, Firmino va ser inclòs en la llista de 23 jugadors del Brasil per la Copa Amèrica 2019. Firmino va jugar els 90 minuts de la final de la Copa Amèrica 2019 contra el Perú, on el Brasil va guanyar 3-1 per aixecar el seu novè títol de la Copa Amèrica. El juny de 2021, Firmino va ser inclòs en la llista del Brasil per la Copa Amèrica 2021 disputada a casa. Va fer una aparició com a suplent en la derrota del Brasil per 1-0 contra la Argentina a la final de la Copa Amèrica 2021 el 10 de juliol. Firmino no va ser inclòs, de manera controvertida, en la llista del Brasil per la Copa del Món de Futbol de 2022 a Qatar.

## Palmarès
Liverpool FC
- 1 Campionat del Món de Clubs: 2019
- 1 Lliga de Campions de la UEFA: 2018-19
- 1 Supercopa d'Europa: 2019
- 1 Premier League: 2019-20
- 1 Copa anglesa: 2021-22
- 1 Copa de la Lliga anglesa: 2021-22
- 1 Community Shield: 2022

Selecció brasilera
- 1 Copa Amèrica: 2019